# Biografielijst Ep

## Epa
- Joël Dieudonné Martin Epalle Newaka (1978), Kameroens voetballer
- Epaminondas (ca. 420-362 v.Chr.), staatsman en veldheer van het Oudgriekse Thebe

## Epe
- Meiny Epema-Brugman (1930), Nederlands politica
- Johannes Christiaan (Jop) van Epen (1880-1960), Nederlands architect

## Eph
- Ephialtes (+ca. 470 v.Chr.), Grieks boer en landverrader
- Ephialtes (+461 v.Chr.), Atheens staatsman
- Sylvain Ephimenco (1956), Frans schrijver en journalist
- Ephorus (ca. 405-330 v.Chr.), Grieks historicus
- Nora Ephron (1941), Amerikaans filmregisseuse, filmproducente, scenarioschrijfster, schrijfster en journaliste

## Epi
- Epicharmus (6e eeuw v.Chr.), Grieks blijspeldichter
- Epictetus (ca. 50-ca. 130), Grieks filosoof
- Epicurus (341-270 v.Chr.), Grieks filosoof, hedonist en aanhanger van het atomisme
- Epimenides van Knossos (6e eeuw v.Chr.), Grieks ziener, dichter en filosoof
- Antiochus IV Epiphanes, geboren als Mitrades, (215-164 v.Chr.), Koning van het Seleucidenrijk (175-164 v.Chr.)
- Antiochus XI Epiphanes (ca. 115-ca. 93 v.Chr.), koning van het Seleucidenrijk (Syrië) (94-93 v.Chr.)
- Ptolemaeus V Epiphanes (+180 v.Chr.), koning van Egypte (205-180 v.Chr.)
- Seleucus VI Epiphanes Nicator (118-95 v.Chr.), koning van een deel van het Seleucidenrijk (96-95 v.Chr.)
- Epiphanius van Salamis (ca. 310-403), Cypriotisch bisschop, heresioloog, kerkvader en heilige
- Rust Epique, pseudoniem van Charles Lopez, (1968-2004), Amerikaans gitarist
- Pyrrhus van Epirus (319-272 v.Chr.), Molossisch koning van Epirus
- Lachlan Epis (1999), Australisch motorcoureur
- Ludovicus Episcopius (ca. 1520-1595), Duits-Zuid-Nederlands componist, priester, zangmeester en zanger
- Simon Episcopius, geboren als Simon Bisschop, (1583-1643), Nederlands theoloog en hoogleraar
- Juan Ramón Epitié-Dyowe Roig (1976), Equatoriaal-Guinees-Spaans voetballer

## Epk
- Willem Epke (1923-2005), Nederlands Landmachtofficier

## Epp
- Reuben Epp (1920-2009), Canadees dichter en schrijver
- Márton Eppel (1991), Hongaars voetballer
- Rainer Eppelmann (1943), Oost-Duits predikant en politicus
- Susi Eppenberger (1931-2023), Zwitsers politica
- Bjorn Eppenga (1992), Nederlands voetballer
- Eppo Hindriks Eppens (1785-1870), Nederlands burgemeester
- Francisco Eppens Helguera (1913-1990), Mexicaans schilder, illustrator en beeldhouwer
- Marten Eppens (1746-1824), Nederlands predikant, publicist en theoloog
- Adalbero van Eppenstein (980-1039), Hertog van Karinthië (1011-1035) en Markgraaf van Verona (1011-1035)
- Hendrik III van Eppenstein (1050-1122), Hertog van Karinthië (1090-1122) en Markgraaf van Verona (1090-1122)
- Liutold van Eppenstein (1050-1090), Hertog van Karinthië (1077-1090) en Markgraaf van Verona (1055-1090)
- Markwart IV van Eppenstein (+1076), Hertog van Karinthië (1073-1076)
- Abel Eppens (1534-circa 1590), Nederlandse eigenerfde boer en kroniekschrijver
- Christian Friedrich Arthur Meyer (Arthur) von Eppinghoven (1852-1940), zoon van Leopold I van België en Arcadie Claret, grootmaarschalk
- Georg Friedrich Ferdinand Meyer, Baron von Eppinghoven (1849-1904), Belgisch buitenechtelijk koningskind en militair
- Heinrich-Georg von Eppinghoven (1892-1988), Belgisch plantagehouder
- Derk Jan Eppink (1958), Nederlands journalist, columnist, publicist, politicus (in België) en Europees parlementslid
- Omar Hashim Epps (1973), Amerikaans acteur en rapper
- Anna van Eppstein-Königstein (1481-1538), dochter van Filips I van Eppenstein en Louise de la Marck

## Eps

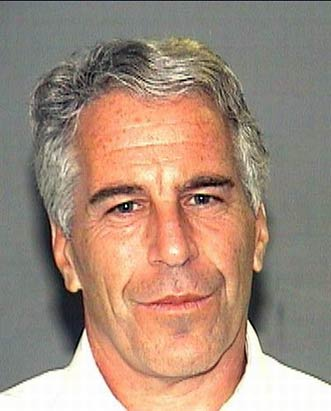
Jeffrey Epstein

- Fred Van Eps (1878-1960), Amerikaans banjospeler en -maker
- Barbara L. Epstein-Zimmerman (1928-2006), Amerikaans journaliste, geschiedkundige en sociologe
- Brian Samuel Epstein (1934-1967), Brits ondernemer en Beatles-manager
- Deborah Epstein, bekend als SoShy, (1982), Frans singer-songwriter
- Denis Epstein (1986), Duits voetballer
- Helen Epstein (1947), Amerikaans schrijver
- Israel Epstein (1915-2005), Pools-Chinees journalist en schrijver
- Jacob Epstein (1880-1959), Engels beeldhouwer van Amerikaanse komaf
- Jeffrey Edward Epstein (1953-2019), Amerikaans financier, miljardair, filantroop en zedendelinquent

## Epu

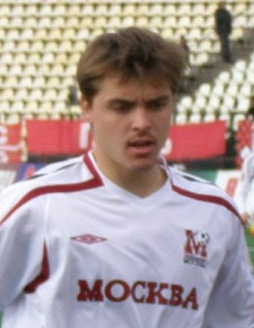
Alexandru Epureanu

- Alexandru Epureanu (1986), Moldavisch voetballer
- Manolache Costache Epureanu (1823-1880), Roemeens politicus